# Pedro de Doralea
Pedro de Doralea (Corona de Castilla, Monarquía Hispánica c. 1670s - San Salvador, Capitanía General de Guatemala 30 de junio de 1723) fue un capitán que ejerció el cargo de alcalde mayor de  Verapaz y de San Salvador (desde 1721 hasta su fallecimiento en 1723).

## Biografía
Pedro de Doralea nació en la Corona de Castilla, Monarquía Hispánica por la década de 1670s; se dedicaría a la carrera de las armas, alcanzando el rango de capitán; y se trasladaría a residir a Santiago de Guatemala, donde ejercería como alcalde mayor de Verapaz.
El 23 de abril de 1721, el coronel José Llanes Robles lo designó para que lo sucediese en el cargo de alcalde mayor de San Salvador (debido a que se retiraba del cargo por motivos de salud, y a que el 30 de junio de 1720 había recibido facultad del rey para nombrar sucesor); luego, el 2 de mayo de ese año fue juramentado ante la Real Audiencia de Guatemala; tomando posesión poco tiempo después. Desempeñando dicho puesto hasta su fallecimiento el 30 de junio de 1723.